# Marquês de Queensberry
Marquês de Queensberry é um título nobiliárquico do pariato da Escócia. Desde 1682, tem sido usado por um membro da família Douglas. O marquesado também detinha o título de Duque de Queensberry entre 1684 e 1810, quando foi herdado pelo Duque de Buccleuch.
O título feudal de Barão Drumlanrig foi criado para William Douglas, um filho ilegítimo de James Douglas, 2.º Conde de Douglas, em algum momento antes de 1427, quando ele morreu. Seu descendente, o 9.º Barão Drumlanrig, foi titulado 1.° Conde de Queensberry em 1633.
Os títulos subsidiários de Lorde Queensberry são: Conde de Queensberry (criado em 1633), Visconde Drumlanrig (1628) e Lorde Douglas de Hawick e Tibbers (1628); todos estão no pariato da Escócia. Ele também é um baronete escocês, estilizado "de Kelhead", criado em 26 de fevereiro de 1668. Assim, o 6.º Marquês era o 5.º Baronete.
O título de cortesia usado pelo filho mais velho e herdeiro de Lorde Queensberry é Visconde Drumlanrig. Não há um título de cortesia especial para o filho mais velho e herdeiro de Lorde Drumlanrig.
O 9.º Marquês é particularmente bastante conhecido pelas regras de boxe que foram nomeadas a partir dele (veja Regras do Marquês de Queensberry), bem como por sua interação litigiosa com Oscar Wilde.
A 22 de junho de 1893, a Rainha Victoria elevou Francis Archibald Douglas, o herdeiro do 9.° Marquês, ao pariato do Reino Unido como Barão Kelhead. Francis morreu no ano seguinte, sem deixar descendentes, e o título foi extinto.

## Barões Drumlanrig
- William Douglas, 1.º Barão Drumlanrig (d. 1427)
- William Douglas, 2.º Barão Drumlanrig (d. 1458)
- William Douglas, 3.º Barão Drumlanrig (d. 1464)
- William Douglas, 4.º Barão Drumlanrig (d. 1484)
- James Douglas, 5.º Barão Drumlanrig (d. 1498)
- William Douglas, 6.º Barão Drumlanrig (d. 1513)
- James Douglas, 7.º Barão Drumlanrig (d. 1578)
- James Douglas, 8.º Barão Drumlanrig (d. 1615)
- William Douglas, 9.º Barão Drumlanrig (m. 1640) (tornou-se Conde de Queensberry em 1633)

## Condes de Queensberry (1633)
- William Douglas, 1.º Conde de Queensberry (d. 1640)
- James Douglas, 2.º Conde de Queensberry (d. 1671)
- William Douglas, 3.º Conde de Queensberry (1637-1695) (tornou-se Marquês de Queensberry em 1682 e Duque de Queensberry em 1684)

## Marqueses (e Duques) de Queensberry (1682(1684))
- William Douglas, 1.º Duque de Queensberry (1637-1695)
- James Douglas, 2.º Duque de Queensberry (1672-1711) (tornou-se Duque de Dover em 1708)
  - James Douglas, 3.º Marquês de Queensberry (1697-1714/5)
- Charles Douglas, 3.º Duque de Queensberry (1698-1778) (Ducado de Dover extinto em 1778)
- William Douglas, 4.º Duque de Queensberry (1725-1810)

## Marqueses de Queensberry a partir de1810(título criado em1682)
- William Douglas, 4.º Barão de Kelhead (1730–1783)
  -  Charles Douglas, 6.º Marquês de Queensberry (1777-1837)
  -  John Douglas, 7.º Marquês de Queensberry (1779-1856)
    -  Archibald William Douglas, 8.º Marquês de Queensberry (1818-1858)
      -  John Sholto Douglas, 9.º Marquês de Queensberry (1844-1900)
        -  Percy Sholto Douglas, 10.º Marquês de Queensberry (1868-1920)
          -  Francis Archibald Kelhead Douglas, 11.º Marquês de Queensberry (1896-1954)
            -  David Harrington Angus Douglas, 12.º Marquês de Queensberry (n. 19 de dezembro de 1929)
              - (1) Sholto Francis Guy Douglas, Visconde Drumlanrig (n. 1967)
              - (2) Lord Torquil Oberon Tobias Douglas (n. 1978)

            - (3) Lord Gawain Archibald Francis Douglas (b. 1948)
              - (4) Jamie Sholto Francis Douglas (b. 1975)
                - (5) Nikhel Jamie Gawain Douglas (b. 2009)

## Baronetes, de Kelhead (1668)
- Sir James Douglas, 1.º Baronete (1639–1708)
- Sir William Douglas, 2.º Baronete (m. 1733)
- Sir John Douglas, 3.º Baronete (m. 1778)
- Sir James Douglas, 4.º Baronete (m. 1783)
- Charles Douglas, 6.º Marquês de Queensberry (1777–1837)